# 納勒胡 (夏威夷州)
納勒胡（英語：Naalehu）是位於美國夏威夷州夏威夷縣的一個人口普查指定地區。

## 地理
納勒胡的座標為19°03′40″N 155°35′00″W / 19.06111°N 155.58333°W，而該地最高點為海拔高度225米（即738英尺）。

## 人口
根據2010年美國人口普查的數據，納勒胡的面積為5.60平方千米，均為陸地。當地共有人口866人，而人口密度為每平方千米154人。